# Kiesdorf auf dem Eigen
Kiesdorf auf dem Eigen, amtlich Kiesdorf a. d. Eigen, ist ein Ortsteil der Gemeinde Schönau-Berzdorf auf dem Eigen im Landkreis Görlitz im südlichen Teil der Oberlausitz. Historisch gehört die bis 1994 selbständige Ortschaft zum Eigenschen Kreis, was sich bis heute im Namen widerspiegelt.

## Geographie
Kiesdorf liegt rund 20 Kilometer südwestlich von Görlitz und etwa fünf Kilometer östlich von Bernstadt auf dem Eigen. Rund fünf Kilometer südöstlich von Kiesdorf entfernt liegt die Landstadt Ostritz an der Lausitzer Neiße.
Das Waldhufendorf erstreckt sich auf einer Länge von fast vier Kilometern beidseits der aus Dittersbach kommenden Gaule, die im Niederdorf in die Pließnitz mündet. Von der Dorfmitte bis zum Niederdorf fällt die Landschaft in nordöstlicher Richtung von 255 m ü. NN um rund 30 Meter ab.
Umgebende Ortschaften sind Schönau auf dem Eigen im Norden, Tauchritz und Hagenwerder im Nordosten, Leuba im Osten, Ostritz im Südosten, Dittersbach auf dem Eigen im Südwesten, Bernstadt im Westen und Altbernsdorf auf dem Eigen daran anschließend im Nordwesten.

## Geschichte
Kiesdorf besteht aus zwei Teilen mit unterschiedlicher Siedlungsgeschichte. Während sich an der Stelle des heutigen Oberkiesdorf bereits eine sorbische Siedlung befand, ist das spätere Niederkiesdorf eine deutsche Ortsgründung aus der Zeit der zweiten Phase der deutschen Ostsiedlung, die vermutlich um das Jahr 1200 herum entstand. Urkundlich erwähnt wurden die beiden Orte 1264 als Kysilingistorf und 1285 in der Belehnungsurkunde des Klosters St. Marienstern als Kieselingistorf. Noch 1374 wurde Niederkiesdorf explizit als Teutunicum Kezelingisdorf („Deutsch-Kiesdorf“) bezeichnet, Oberkiesdorf dagegen als Slavicum Kezelingisdorf („Slawisch-Kiesdorf“).
Ab dem 16. Jahrhundert wurden die beiden Teile von Kieslingsdorf als Ober- und Niederdorf bezeichnet und gehörten auch zu unterschiedlichen Kirchspielen. Während Oberkiesdorf nach Bernstadt eingepfarrt war, gingen die Niederkiesdorfer nach Schönau. Erst 1904 wurden beide Gemeinden zu einer vereinigt.
Zum 1. Januar 1994 schloss sich die Gemeinde der Gemeinde Schönau-Berzdorf a. d. Eigen an.